# Jainca
Jainca (chữ Tạng: གཅན་ཚ།; Wylie: gcan tsa; ZWPY: Jainca, tiếng Trung: 尖扎县; bính âm: Jiānzhā Xiàn, Hán Việt: Tiêm Trát huyện) là huyện có diện tích nhỏ nhất của châu tự trị dân tộc Tạng Hoàng Nam, tỉnh Thanh Hải, Trung Quốc. 67% cư dân trong huyện là người Tạng. Thủ phủ của huyện là trấn Maketang.
Jainca nằm dọc theo thung lũng Hoàng Hà. Khí hậu nơi đây khá ấm áp so với cao nguyên Tây Tạng, lượng bức xạ nhiệt lớn và có đất đai màu mỡ và khả năng tưới tiêu thuận lợi. Vì vậy, ngnhaf nông nghiệp trong huyện phát triển và là một nơi cung cấp hoa quả lớn của Thanh Hải.

### Trấn
- Mã Khắc Đường (马克堂镇)
- Kha Dương (康扬镇)
- Khảm Bố Lạp (坎布拉镇)

### Hương
- Cổ Gia (贾加乡)
- Thố Chu (措周乡)
- Ngang Lạp (昂拉乡)
- Năng Khoa (能科乡)
- Đáng Thuận (当顺乡)
- Tiêm Trát Than (尖扎滩乡0